# Вест Вали (Вашингтон)
Вест Вали (енгл. West Valley) град је у америчкој савезној држави Вашингтон.

## Демографија
По попису из 2000. године број становника је 10.433.
| Група             | 2000.         | 2010.    |
| Белци             | 8.935 (85,6%) | 0 (0,0%) |
| Афроамериканци    | 86 (0,8%)     | 0 (0,0%) |
| Азијати           | 213 (2,0%)    | 0 (0,0%) |
| Хиспаноамериканци | 910 (8,7%)    | 0 (0,0%) |
| Укупно            | 10.433        | 0        |